# Zaza (1938)
Zaza is een Amerikaanse dramafilm uit 1938 onder regie van George Cukor.

## Verhaal
Het Parijse zangeresje Zaza zet haar carrière stop, wanneer ze verliefd wordt op de rijke Dufresne. Dan ontdekt ze echter dat hij al getrouwd is. Ze keert teleurgesteld terug naar haar artiestenbestaan en zingt Dufresene vaarwel vanaf het podium.

## Rolverdeling
| Acteur            | Personage        |
| ----------------- | ---------------- |
| Claudette Colbert | Zaza             |
| Herbert Marshall  | Dufresne         |
| Bert Lahr         | Cascart          |
| Helen Westley     | Anais            |
| Constance Collier | Nathalie         |
| Genevieve Tobin   | Florianne        |
| Walter Catlett    | Marlardot        |
| Ann E. Todd       | Toto             |
| Rex O'Malley      | Bussy            |
| Ernest Cossart    | Marchand         |
| Janet Waldo       | Simone           |
| Dorothy Tree      | Mevrouw Dufresne |
| Monty Woolley     | Fouget           |
| Maurice Murphy    | Henri            |
| Frank Puglia      | Tapijtenverkoper |